# Досанов, Абдрахман
Абдрахман Досанов (1904, Аулие-Ата — 1972, Алма-Ата) — советский хозяйственный, государственный и политический деятель.

## Биография
Родился в 1904 году в Аулие-Ате. Член КПСС.
С 1921 года — на хозяйственной, общественной и политической работе. В 1921—1960 гг. — ответственный работник ОГПУ Карагандинской области, судья Актюбинского областного суда, секретарь Родниковского райисполкома, секретарь Катон-Карагайского райисполкома, заместитель наркома юстиции Казахской ССР, участник Великой Отечественной войны, Председатель Верховного суда Казахской ССР, заместитель министра юстиции Казахской ССР.
Избирался депутатом Верховного Совета Казахской ССР 2-4-го созыва.
Умер в Алма-Ате в 1972 году.
Награждён орденом «Знак Почёта» (05.11.1940) «в связи с 20-летним юбилеем Казахской ССР, за достижения в развитии промышленности, сельского хозяйства, науки и искусства».